# Bowers, Pennsylvania
Bowers är en ort i Berks County i delstaten Pennsylvania, USA.